# CH-53 Sea Stallion
Elicopterul Sikorsky CH-53 Sea Stallion (aceasta fiind denumirea miltară; denumirea civilă este Sikorsky S-65) este un elicopter de transport mediu/greu produs de firma americană Sikorsky Aircraft Corporation, și este capabil de a transporta persoane sau material.

## Variante
- YCH-53A: prototipuri cu motoare T64-GE-3
- CH-53A: modelul initial militar produs pentru USMC
- RH-53A: CH-53A remotorizat cu două motoare T64-GE-413 ca airborne minesweeper pentru United States Navy
- TH-53A: CH-53A de antrenament pentru United States Air Force.
- CH-53D: CH-53A cu transmisie îmbunătățită, cabină mai mare pentru 55 de trupe și sistem de pliare automată a lamelelor de rotor pentru United States Marine Corps
- RH-53D: Versionea de airborne minesweeper a CH-53D, armat și echipat pentru aprovizionare cu carburant în zbor
- VH-53D: CH-53D pentru VIP transport al USMC
- CH-53D Yas'ur: CH-53D versiune de export pentru Israel, modernizate și re-echipate de Israel Aircraft Industries[1]
- VH-53F: VIP transport pentru USMC, nu au mai fost construite
- CH-53G: versiunea CH-53D de bază pentru Armata Germană, Heeresfliegertruppe (aviatori ai armatei de sol Heer)[2]

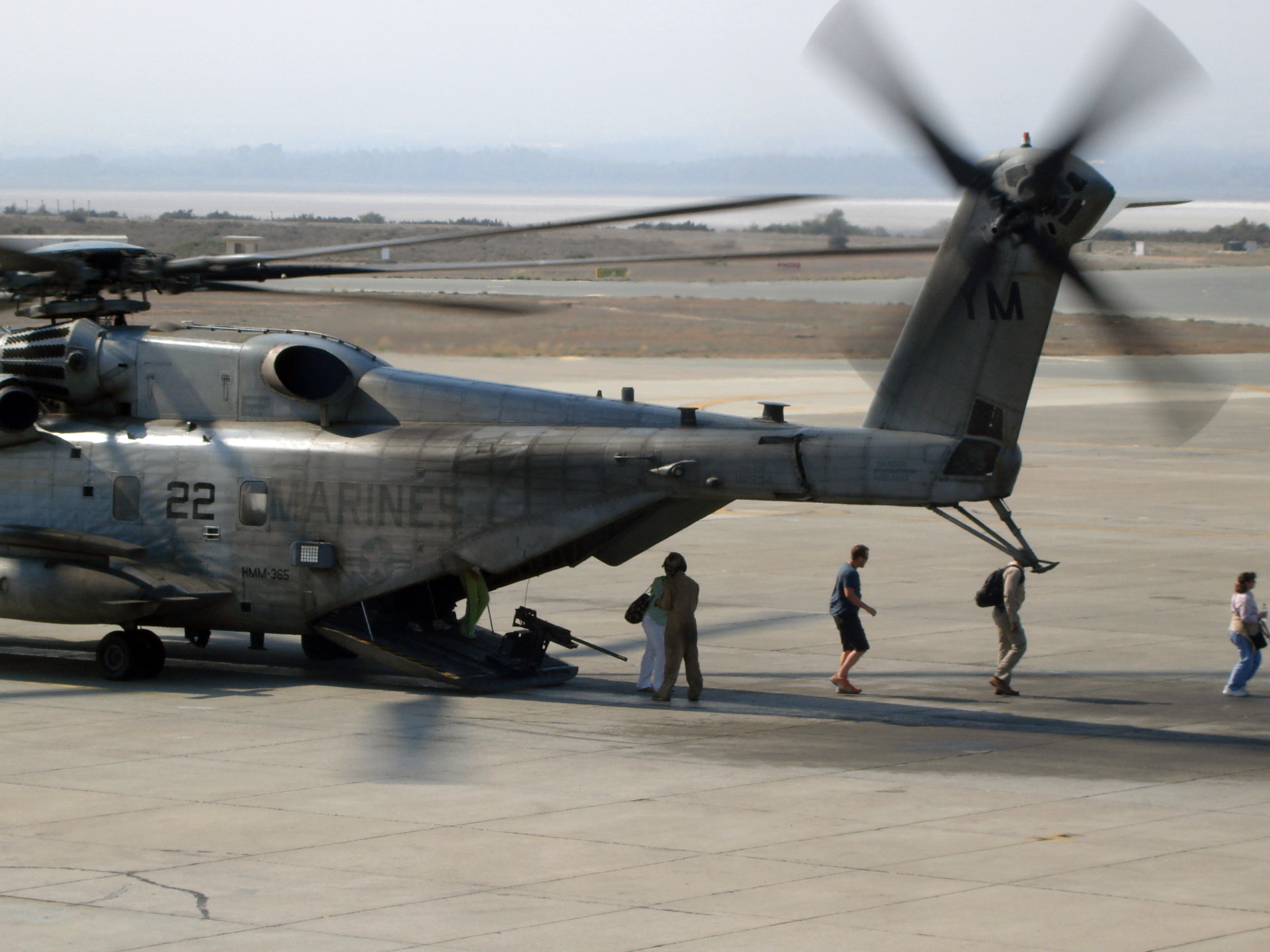
Aici se poate vedea uşa din spate a elicopterului (personal al ambasadei americane din Cipru evacuat în 16 iulie 2006

- CH-53GS: update a CH-53G cu sisteme de apărare, upgrade a sistemelor de comunicație și navigatie și două rezervoare de carburant externe[2]
- CH-53GSX: update a CH-53G a sistemelor și echipare cu filtre, pentru operații în Afghanistan (2009)[3]
- CH-53GA: update a CH-53G cu diferite sisteme de avionică moderne, FLIR, ECM și sisteme contramăsuri (apărare contra rachete), prevederea a unor rezervoare de carburant interne suplimentare (pînă în 2013)[4]

Alte variante și subvariante sunt HH-53 "Super Jolly Green Giant"/MH-53 Pave Low și CH-53E Super Stallion.